# Fernando Bonatti
Fernando Bonatti (Sampierdarena, barri de Gènova, Ligúria, 26 d'agost de 1894 – Gènova, 14 d'octubre de 1974) va ser un gimnasta artístic italià que va competir en els anys posteriors a la Primera Guerra Mundial.
El 1920 va prendre part en els Jocs Olímpics d'Anvers, on guanyà la medalla d'or en el concurs complet per equips del programa de gimnàstica.